# Luigi Santarella
Luigi Santarella (Corato, 12 de junho de 1886 — Milão, 8 de setembro de 1935) foi um engenheiro italiano.

## Biografia
Estudou engenharia no Politecnico di Milano, onde foi professor (1920 a 1935) de "construções de concreto armado" e de "pontes e estruturas especiais". Lecionou também "construção civil", "pontes" e "fundações".

## Publicações selecionadas
Grande parte da reputação persistente de Santarella é devido às suas publicações, manuais de técnicas de construção em concreto armado, que (devido a várias atualizações e revisões de normas que ocorreram ao longo do tempo) ainda são usados.
- L. Santarella ed E. Miozzi, Ponti italiani in cemento armato, Milano, Hoepli, 1924
- L. Santarella, Il cemento armato nelle costruzioni civili ed industriali, Milano, Hoepli, 1926 (2 volumes)
- L. Santarella, Ponti in muratura ed in cemento armato. Fondazioni, opere marittime, Milano, Gruppo Universitario Fascista Milanese, 1929
- L. Santarella, La tecnica delle fondazioni con particolare riguardo alla costruzione dei ponti e delle grandi strutture, Milano, Hoepli, 1930
- L. Santarella ed E. Miozzi, Ponti italiani in cemento armato. Seconda raccolta, Milano, Hoepli, 1932
- L. Santarella, Arte e tecnica dell'evoluzione dei ponti. I ponti in legno, in pietra, in ferro, in cemento armato, Milano, Hoepli, 1933
- L. Santarella, Il cemento armato, Milano, Hoepli, 4ª ed., 1936 (3 volumes)
- Tradução: E. Mörsch, Teoria e pratica del cemento armato, (a cura di Luigi Santarella), Milano, Hoepli, 1923

A sua publicação mais difundida é o Prontuario del cemento armato, chegou em 1997 a sua 37ª edição atualizado com normas de 1996. Este manual para o cálculo de estruturas em concreto armado é baseado no método de cálculo das tensões admissíveis, utilizado por normas em vigor a sere substituído pelo método dos estados limites.